# Relay Motors Corporation
Relay Motors Corporation war ein US-amerikanischer Hersteller von Nutzfahrzeugen.

## Unternehmensgeschichte
Das Unternehmen entstand 1927. Drei Nutzfahrzeughersteller wurden aufgekauft, dies waren Commerce Motor Car Company aus Detroit in Michigan, Service Motors aus Wabash in Indiana und Garford Motor Truck Company aus Lima in Ohio mit der Marke Garford. Der Sitz war zunächst in Wabash und wechselte noch 1927 nach Lima. Die Produktion von Lastkraftwagen wurde in den Werken in Wabash und Lima fortgesetzt. Zu den drei bereits eingeführten Markennamen Commerce, Service und Garford kam Relay. Die Produktionskapazität belief sich auf 25.000 Fahrzeuge jährlich, allerdings konnte diese Zahl bei Weitem nicht abgesetzt werden. Eines der besten Jahre war 1928 mit 639 Fahrzeugen, darunter 205 Relay, im Folgejahr waren es 679 Fahrzeuge, davon 511 Relay.
Im Dezember 1932 begann die Liquidation, 1933 setzte die Consolidated Motors Corporation aus Lima die Produktion fort, vermarktete aber nur noch unter den Namen Garford und Relay.

## Fahrzeuge der Marke Relay
Zunächst standen acht verschiedene Modelle im Sortiment. Sie hatten zwischen 1 und 4 Tonnen Nutzlast. Die Sechszylindermotoren kamen von Buda. Die Getriebe hatten vier Gänge.
1931 kamen ein Fahrzeug mit Continental-Motor und 0,75 Tonnen Nutzlast, ein Fünftonner und ein Siebentonner mit sechs Rädern dazu.
1932 wurde ein überschwerer Lkw mit Anhänger vorgestellt. Die Zugmaschine hatte zwei vorn nebeneinander installierte Achtzylinder-Reihenmotoren von Lycoming. Die Gesamtleistung betrug 275 PS. Die Komposition hatte eine Nutzlast von 45 Tonnen. Das Fahrzeug hatte zehn Räder und verfügte über pneumatisch betätigte Bremsen. Ebenfalls pneumatische Hilfsfedern unterstützten die konventionelle Federung. Dem Fahrer stand eine hydraulische Lenkhilfe zur Verfügung. Der Lkw soll eine Geschwindigkeit von 96 km/h erreicht haben.